# Ла-Ванзено
Ла-Ванзено (фр. La Wantzenau [lavãzəno]) — коммуна на северо-востоке Франции в регионе Гранд-Эст (бывший Эльзас — Шампань — Арденны — Лотарингия), департамент Нижний Рейн, округ Страсбур, кантон Брюмат.
Площадь коммуны — 25,39 км², население — 5809 человек (2006) с тенденцией к стабилизации: 5732 человека (2013), плотность населения — 225,8 чел/км².

## Население
Население коммуны в 2011 году составляло 5837 человек, в 2012 году — 5773 человека, а в 2013-м — 5732 человека.
| 1962 | 1968 | 1975 | 1982 | 1990 | 1999 | 2006 | 2008 | 2011 | 2012 | 2013 |
| ---- | ---- | ---- | ---- | ---- | ---- | ---- | ---- | ---- | ---- | ---- |
| 3016 | 3726 | 4216 | 4084 | 4394 | 5462 | 5809 | 5973 | 5837 | 5773 | 5732 |

Динамика населения:

## Экономика
В 2010 году из 3845 человек трудоспособного возраста (от 15 до 64 лет) 2901 были экономически активными, 944 — неактивными (показатель активности 75,4 %, в 1999 году — 73,4 %). Из 2901 активных трудоспособных жителей работал 2751 человек (1432 мужчины и 1319 женщин), 150 числились безработными (84 мужчины и 66 женщин). Среди 944 трудоспособных неактивных граждан 411 были учениками либо студентами, 356 — пенсионерами, а ещё 177 — были неактивны в силу других причин.

## Достопримечательности (фотогалерея)
- Здание мэрии
- Церковь Сен-Венделин

## Города-партнёры
- Сент-Ирье-ла-Перш, Франция